# Бабаев, Мирза Абдулджаббар оглы
Мирза́-ага (Мирза) Абдулджабба́р оглы́ Баба́ев (азерб. Mirzə Əbdülcabbar oğlu Babayev; 16 июля 1913, Маштага, Бакинская губерния — 13 января 2003, Баку) — советский и азербайджанский киноактёр и певец, Народный артист Азербайджана (1992).

## Биография
Родился 16 июля 1913 года в Баку на улице Сабира в семье нефтяного агента. С детства проявлял интерес к музыке.
В 1939 году окончил архитектурный факультет Азербайджанского индустриального института. Некоторое время работал по специальности, спроектировал ряд зданий в Баку, Гяндже, Агдаме и других городах. После окончания института получал дополнительное образование в Азербайджанском государственном художественном техникуме. Автор нескольких полотен.
В годы обучения в институте участвовал в художественной самодеятельности, выступал некоторое время в ресторанах. В те годы важную роль становления Бабаева как певца сыграли его близкие друзья — композитор Тофик Кулиев и писатель Мирза Ибрагимов.
Участник Великой Отечественной войны. 28 июня 1941 года призван на военную службу, принимал участие в боях за Ростов-на-Дону. Демобилизован 16 марта 1943 года в звании младшего лейтенанта.
Вернувшись с фронта, продолжил творческую деятельность. В 1943—1946 годах выступал с джазовым оркестром при пожарной охране МВД Азербайджанской ССР. В 1948—1953 годах обучался в Азербайджанской государственной консерватории (класс Бюль-Бюля), с 1956 года — солист Азербайджанского государственного джазового оркестра, позже — Азербайджанской государственной эстрады. С начала 1970-х годов выступал как солист Азербайджанской государственной филармонии имени М. Магомаева.
Один из основоположников и пропагандистов азербайджанского эстрадного искусства. В репертуаре Мирзы Бабаева — песни композиторов Азербайджана, романсы, народные песни, песни иностранных композиторов, в том числе французский шансон. В раннем репертуаре певца преобладали джазовые композиции, со временем все большую роль играла любовная лирика, песни на музыку Тофика Кулиева, Рауфа Гаджиева, Эмина Сабит оглы. С конца 1970-х годов программа Бабаева заметно пополнилась шуточными и сатирическими песнями на музыку Э. Сабит оглы, О. Раджабова, О. Кязимова — «Кепенек» («Бабочка»), «Зэфэран» («Шафран»), «Инди гюнах нэ сэндэдир, нэ мэндэ» («Теперь ни ты не виновата, ни я не виноват») и т. д.
Несмотря на небогатый голосовой диапазон, обладал приятным тембром голоса. Снискал любовь слушателей высоким артистизмом и эмоциональностью при исполнении песен, широко использовал актёрские приемы, жестикуляцию, мимику.
Вплоть до конца жизни вел активную гастрольную деятельность, выступал с концертами в Югославии, Чехословакии, Польше, Германии и т. д. Более 300 записей песен в исполнении М. Бабаева хранятся в золотом фонде Азтелерадио. С песнями выпущены пластинки фирмы «Мелодия», кассеты, диски.
Снялся в более, чем 30 кинофильмах, в том числе и в главных ролях; также выступал как актёр дубляжа, исполнял песни в кинофильмах.
Скончался 14 января 2003 года в городе Баку. Похоронен на II Аллее почётного захоронения в Баку.

## Награды
- Заслуженный артист Азербайджанской ССР (24 мая 1960)
- Народный артист Азербайджана (4 марта 1992)
- Орден «Слава» (17 мая 2002)
- Орден Отечественной войны II степени (6 апреля 1985)
- Персональная стипендия Президента Азербайджанской Республики (11 июня 2002)[4]

## Фильмография
- 1956 — Не та, так эта

Мемориальная доска на стене дома в Баку, в котором жил Мирза Бабаев

- 1958 — Тени ползут — Производство: Бакинская к/студия. — Джалил
- 1966 — Цыганка — Селим-бей
- 1966 — 26 бакинских комиссаров
- 1966 — Почему ты молчишь? — автоинспектор
- 1969 — Кура неукротимая
- 1972 — Последний гайдук — Производство: Молдова Фильм, князь.
- 1976 — Дервиш взрывает Париж — дервиш Мастали-шах
- 1977 — Волшебный голос Джельсомино — Начальник тюрьмы
- 1981 — Не бойся, я с тобой — Фарзали-бек
- 1985 — Дачный сезон
- 1990 — Не влезай, убьет!
- 1991 — Привет с того света